# Chakassië op het Türkvizyonsongfestival
De Russische deelrepubliek Chakassië neemt sinds de eerste editie in 2013 deel aan het Türkvizyonsongfestival. De deelrepubliek heeft in totaal 3 keer deelgenomen aan het festival.

## Geschiedenis

### 2013
Chakassië was een van de 25 deelnemende landen en regio's aan het eerste Türkvizyonsongfestival in 2013. De Chakassische omroep besloot intern te bepalen welke artiest naar het Turkse Eskişehir zou gaan. De keuze viel op Vladimir Dorjoe met het nummer Tus çirinde.
In Turkije moest elke deelnemer eerst aantreden in de halve finale, waarbij Chakassië als achtste aan de beurt was. Bij het bekendmaken van de finalisten bleek dat Dorjoe zich niet had weten plaatsen voor de finale. De resultaten van de halve finale werden nooit bekend gemaakt.

### 2014
Ook in 2014 nam Chakassië deel aan het festival. In tegenstelling tot vorig jaar organiseerde de omroep een nationale finale om te bepalen wie de deelrepubliek zou vertegenwoordigen. Het duo bestaande uit Sayana Saburova en Dmitrij Safjanov wist de jury het meest te overtuigen. Zodoende mochten ze Chakassië vertegenwoordigen in Kazan. Echter kwam men terug op deze beslissing en bepaalde men dat Saburova Chakassië solo zou vertegenwoordigen waarbij Aleksej Kazygasjev haar zou vergezellen als achtergrondzanger.
Op het festival moesten alle inzendingen aantreden in een halve finale waarvan enkel de beste vijftien doorgingen naar de finale. In die halve finale kwam Basjkirostan als 24ste aan de beurt, na Macedonië en voor Toeva. Met 148 punten eindigde Saburova op de 22ste plaats en kwalificeerde ze zich zodoende niet voor de finale.

### 2015
Ook voor de editie in 2015 meldde Chakassië zich aan. Ook ditmaal organiseerde de omroep een finale om te bepalen welke artiest naar het festival mocht gaan. In deze preselectie namen acht kandidaten het tegen elkaar op. De Chakassische jury selecteerde opnieuw een duo: Sayana Saburova & Olga Vasilyeva. Saburova vertegenwoordigde Chakassië het jaar voorheen ook al op het festival. Vanwege de ruzie tussen Rusland en Turkije eind 2015 vroeg de Russische regering aan de Russisch deelnemende gebieden om af te zien van deelname aan het festival. Hierop besloot de Chakassische omroep om toch niet deel te nemen.

### 2016
Voor de editie in 2016 besloot de omroep om opnieuw deel te nemen aan het festival. De groep Irenek Khan wist de nationale preselectie te winnen. Even later besloot de Chakassische omroep echter om zich terug te trekken van het festival. Een reden hiervoor werd niet gegeven. Uiteindelijk werd het hele festival geannuleerd.

### 2019
Nadat het festival werd geannuleerd in 2016 ondernam de organisatie in de jaren nadien enkele pogingen om het festival terug te organiseren. De Chakassische omroep ging hier in 2019 op in en selecteerde Olga Vasilyeva en Sajana Karatsjova om de deelrepubliek te vertegenwoordigen op het festival. Vasilyeva was in 2015 ook al uitgekozen om Chakassië te vertegenwoordigen voor de omroep zich terugtrok van het festival. Uiteindelijk werd ook deze editie van het festival gecanceld.

### 2020
Bij de heropstart van het festival in 2020 was Chakassië opnieuw van de partij. De Chakassische omroep TVRTS besloot om de inzending intern te kiezen. De keuze viel op Darya Tatsjeeva. Omwille van de coronapandemie vond het festival online plaats en moesten alle deelnemers hun inzending op voorhand opnemen. Tatsjeeva kwam als veertiende aan de beurt en sloot de avond af op de 11de plaats, van de 26 deelnemers. Dit is tot op heden de beste prestatie van Chakassië op het festival.

## Chakassische deelnames
| Jaar | Artiest         | Titel       | Fin. | Ptn. | Semi | Ptn. | Taal        |
| ---- | --------------- | ----------- | ---- | ---- | ---- | ---- | ----------- |
| 2013 | Vladimir Dorjoe | Tus çirinde | X    | X    | -    | -    | Chakassisch |
| 2014 | Sayana Saburova | Alzjaas     | X    | X    | 22   | 148  | Chakassisch |
| 2020 | Darya Tatsjeeva | Ot chalynda | 11   | 181  |      |      | Chakassisch |

| Kleur | Betekenis      |
| ----- | -------------- |
|       | Eerste plaats  |
|       | Tweede plaats  |
|       | Derde plaats   |
|       | Laatste plaats |
|       | Gastland       |